# Тонле Сап
Тонле Сап (кмер: Велико језеро) у Камбоџи је највеће језеро Југоисточне Азије. Ово језеро је веома богато рибом.

## Географија
Са севера се у језеро уливају многобројне притоке, док на југу из језера истиче река Тонле Сап, која се код Пном Пена улива у Меконг. Сваке године у јуну месецу овде може да се посматра изузетан феномен. Река Меконг у ово доба године носи воду коју су монсуни донели на Хималаје. Количина воде у Мекногу је тада 4 пута већа него у сушној сезони. Пошто се Камбоџа налази у равници, вода из Меконга почиње да тече узводно реком Тонле Сап и да пуни језеро. Површина језера током сушне сезоне је 2.600 – 3.000 km², а у време кишне 10.400 km² (дубина се повећава са 2–3 метра на 14 метара). Највиши ниво језеро достиже у септембру, када је трећина пољопривредних површина Камбоџе под водом.
Језеро почиње да се празни у новембру, када ниво реке Меконг опадне.

## Привредни значај
Већ стотинама година су рибарство и узгој пиринча главне привредне гране Камбоџе. Риба и пиринач су и основа исхране становништва. И једно и друго су веома зависни од годишњег циклуса језера Тонле Сап.
Сезона риболова почиње у новембру. Годишње се у Камбоџи улови 225.000 тона рибе, а око половине улова потиче из језера Тонле Сап.
Језеро служи и као пут за транспорт. Преко њега су повезани градови Сијем Реап на североистоку, Пном Пен на југу и Батанбанг на западу.